# Okrywa

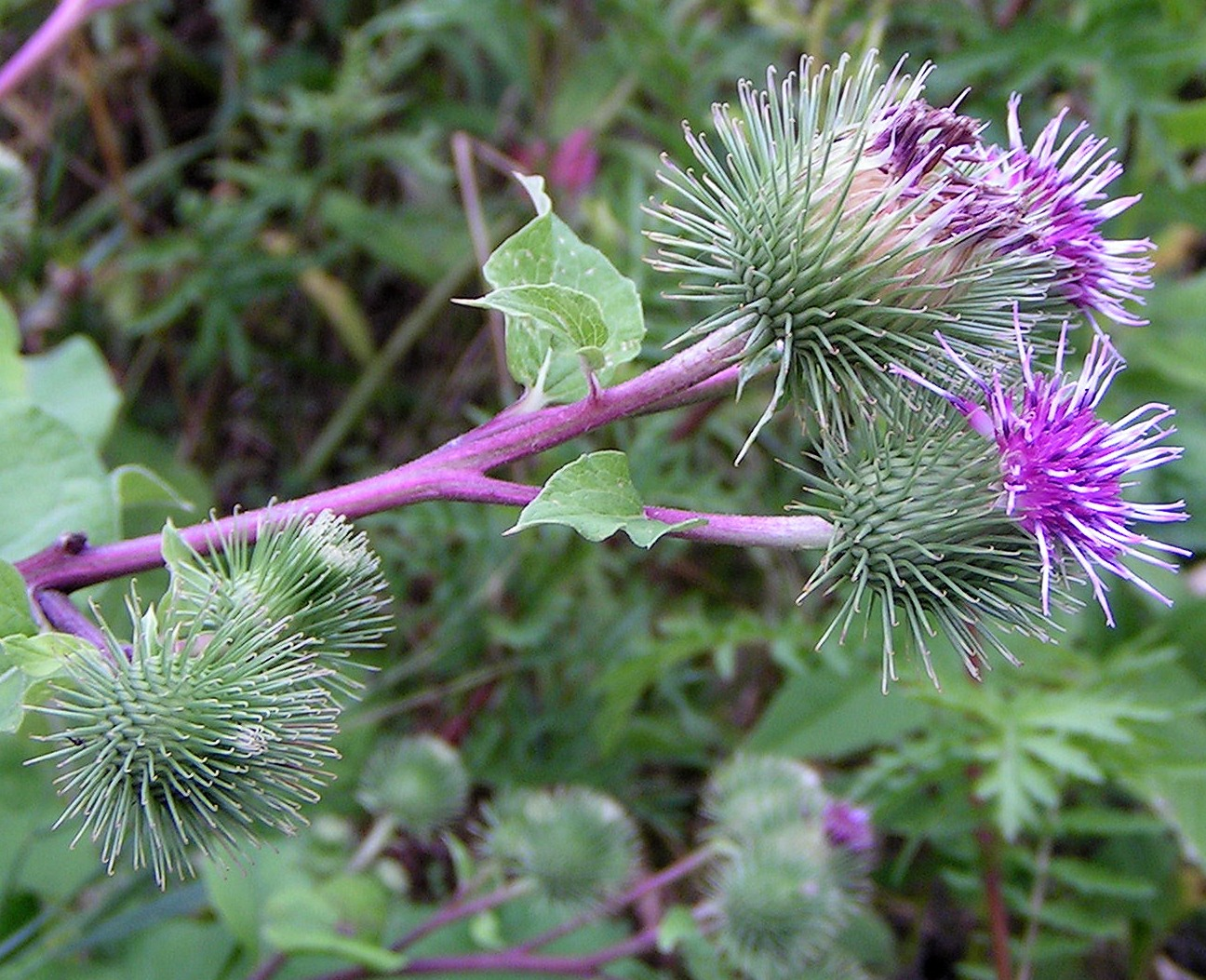
Okrywa z haczykowatymi łuskami na koszyczkach łopianu większego

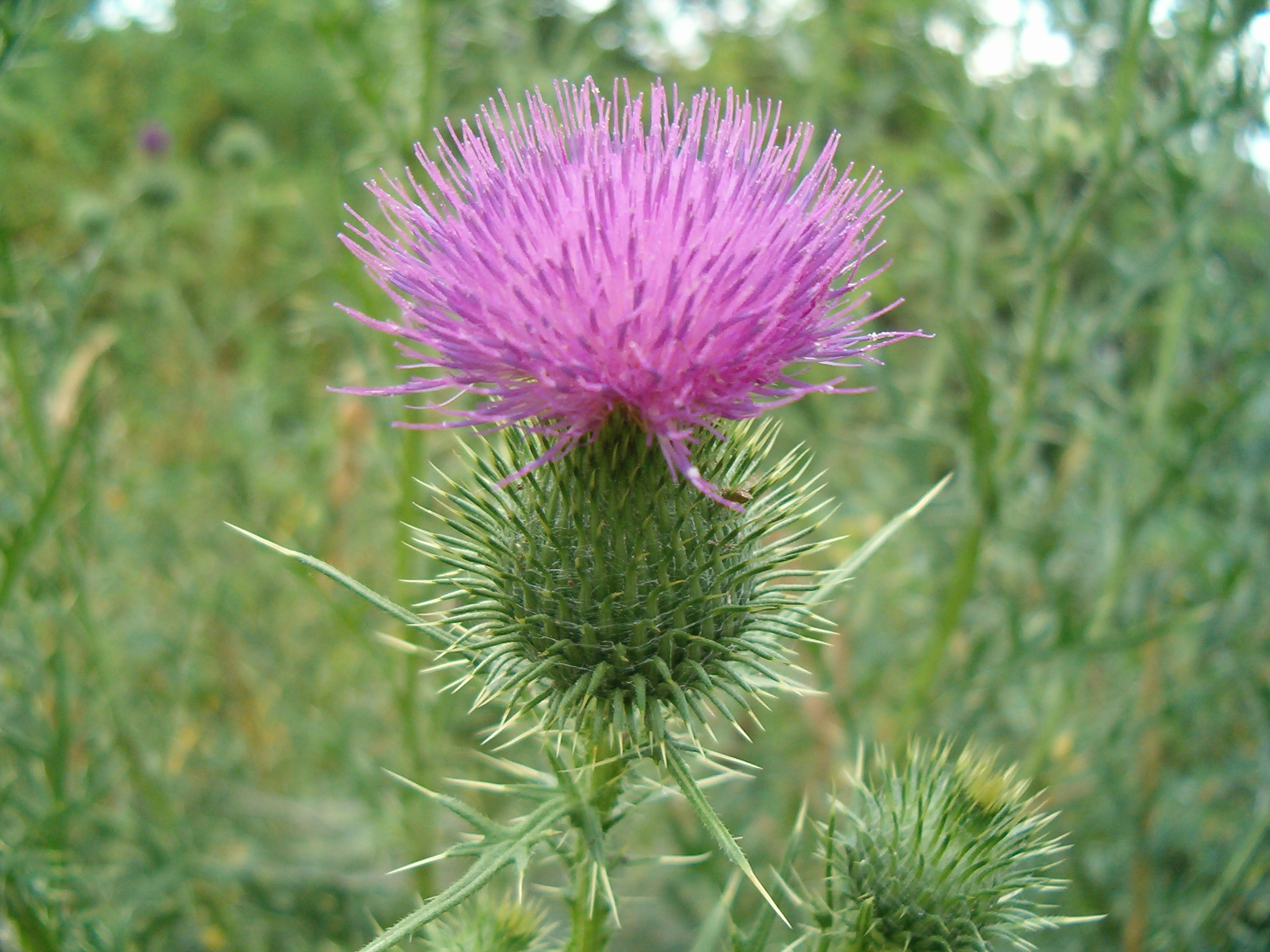
Zakończone kolcami łuski okrywy u ostu

Okrywa (łac. involucrum, perianthium, ang. involucre, perianth) – skupienie podsadek, przysadek, czasami także podkwiatków, które okrywają niektóre rodzaje kwiatostanów u roślin. Często występują w rodzinie astrowatych (Asteraceae) okrywając koszyczek, poza tym także np. w rodzinach szczeciowatych (Dipsacaceae) i selerowatych (Apiaceae).
Okrywa może być jedno- lub dwuwarstwowa, przy czym łuski wewnętrznej warstwy okrywy (plewinki) są często inaczej zbudowane, niż łuski warstwy zewnętrznej. Po przekwitnięciu kwiatów okrywa kwiatostanu przekształca się zwykle w okrywę owocostanu.
U niektórych gatunków listki okrywy mają haczykowate zakończenia umożliwiające zaczepianie się do sierści zwierząt i rozsiewanie diaspor (zoochoria), jak np. u łopianu. U innych, jak np. u ostów stwardniałe łuski okrywy pełnią funkcję obronną, podobną jak kolce i ciernie.
Niektóre owoce rozsiewane przez wodę (hydrochoria) posiadają na okrywie specjalne włoski lub łuski (tzw. miotacze deszczowe), które umożliwiają otwarcie się owocostanu podczas deszczu i wyrzucenie diaspor.